# André Maranne
André Maranne, nome d'arte di André Gaston Maillol (Tolosa, 14 maggio 1926 – Brighton, 12 aprile 2021), è stato un attore francese naturalizzato britannico noto per aver interpretato il sergente François Chevalier, o Duval, in sei film della serie La Pantera Rosa.

## Biografia
Dopo essersi sposato nel 1955 con Moira Mitchell – unione che durerà per l'intera vita – iniziò la carriera l'anno seguente con piccoli ruoli nel cinema britannico, dove impersonò il tipo del francese – perlopiù militari – con personalità molto spiccata. Limitato peraltro a brevi apparizioni, lo riconosciamo in particolare in Ponte di comando di Lewis Gilbert (1962), I lunghi giorni delle aquile di Guy Hamilton (1969) e in Operazione Crêpes Suzette di Blake Edwards (1970).
Il ruolo che gli dà la notorietà è quello del sergente François Chevalier, o Duval, in sei film della serie La Pantera Rosa, accanto a Peter Sellers ed Herbert Lom, dal secondo capitolo, Uno sparo nel buio (1964) al settimo, Pantera Rosa - Il mistero Clouseau (1983). Cittadino britannico dal 1967, è apparso in popolari serie televisive come Le avventure di Charlie Chan (1958), Il Santo (1963), Doctor Who (1967), La chasse aux trésors (1968), Fawlty Towers (1975), Mai dire sì (1984) e, in ultimo, L'asso della Manica (1991), oltre a condurre sulla BBC negli anni '60 una trasmissione di apprendimento della lingua francese, Bonjour Françoise, che ebbe negli anni '70 un'ulteriore serie di 24 trasmissioni, sempre da lui condotta. Comparve anche nelle serie documentaristiche The World About Us (1972) e Horizon (1978), dove impersonò rispettivamente Paul Gauguin e Luigi XVI.
Si è ritirato dalla recitazione nel 1991 e ha vissuto a Brighton dal 2017 fino alla sua morte, avvenuta nell'aprile del 2021 all'età di 94 anni e resa pubblica un mese dopo.

## Filmografia

### Cinema
- Amare per uccidere (Wicked as They Come), regia di Ken Hughes (1956)
- Porto Africa (Port Afrique), regia di Rudolph Maté (1956)
- Amami... e non giocare (Loser Takes All), regia di Ken Annakin (1956)
- La ragazza di provincia (Let's Be Happy), regia di Henry Levin (1957)
- Rogue's Yarn, regia di Vernon Sewell (1957)
- The Birthday Present, regia di Pat Jackson (1957)
- Scuola di spie (Carve Her Name with Pride), regia di Lewis Gilbert (1958)
- Benvenuto a Scotland Yard! (Law and Disorder), regia di Charles Crichton (1958)
- La tigre (Harry Black), regia di Hugo Fregonese (1958)
- Tutta la verità (The Whole Truth), regia di John Guillermin (1958)
- Io e il generale (The Square Peg), regia di John Paddy Carstairs (1958)
- Il drago degli abissi (The Giant Behemoth), regia di Douglas Hickox e Eugène Lourié (1959)
- La ragazza dello scandalo (A French Mistress), regia di Roy Boulting (1960) – solo in voce
- Quell'estate meravigliosa (The Greengage Summer), regia di Lewis Gilbert (1961)
- Two Wives at One Wedding, regia di Montgomery Tully (1961)
- The Middle Course, regia di Montgomery Tully (1961)
- The Silent Invasion, regia di Max Varnel (1962)
- Ponte di comando (H.M.S. Defiant), regia di Lewis Gilbert (1962)
- Amante di guerra (The War Lover), regia di Philip Leacock (1962)
- Appuntamento fra le nuvole (Come Fly with Me), regia di Henry Levin (1963)
- Il maniaco (Maniac), regia di Michael Carreras (1963) – solo in voce
- Uno sparo nel buio (A Shot in the Dark), regia di Blake Edwards (1964)
- Giungla di bellezze (The Beauty Jungle), regia di Val Guest (1964)
- Night Train to Paris, regia di Robert Douglas (1964)
- Dimensione della paura (Return from the Ashes), regia di J. Lee Thompson (1965)
- Agente 007 - Thunderball (Operazione tuono) (Thunderball), regia di Terence Young (1965)
- Vai avanti... dottore! (Doctor in Clover), regia di Ralph Thomas (1966)
- The Terrornauts, regia di Montgomery Tully (1967)
- Nuda sotto la pelle (The Girl on a Motorcycle), regia di Jack Cardiff (1968)
- Duffy, il re del doppio gioco (Duffy), regia di Robert Parrish (1968)
- I lunghi giorni delle aquile (Battle of Britain), regia di Guy Hamilton (1969)
- Operazione Crêpes Suzette (Darling Lili), regia di Blake Edwards (1970)
- Il mostro della strada di campagna (And Soon the Darkness), regia di Robert Fuest (1970) – solo in voce
- Due matti al servizio dello stato (Our Miss Fred), regia di Bob Kellett (1972)
- La storia di Lady Hamilton (Bequest to the Nation), regia di James Cellan Jones (1973)
- Paul and Michelle, regia di Lewis Gilbert (1974)
- Ma il tuo funziona... o no? (Percy's Progress), regia di Ralph Thomas (1974)
- Gold - Il segno del potere (Gold), regia di Peter R. Hunt (1974)
- La Pantera Rosa colpisce ancora (The Return of the Pink Panther), regia di Blake Edwards (1975)
- La Pantera Rosa sfida l'ispettore Clouseau (The Pink Panther Strikes Again), regia di Blake Edwards (1976)
- La vendetta della Pantera Rosa (Revenge of the Pink Panther), regia di Blake Edwards (1978)
- Rise and Fall of Idi Amin, regia di Sharad Patel (1981)
- Sulle orme della Pantera Rosa (Trail of the Pink Panther), regia di Blake Edwards (1982)
- Pantera Rosa - Il mistero Clouseau (Curse of the Pink Panther), regia di Blake Edwards (1983)
- Il filo del rasoio (The Razor's Edge), regia di John Byrum (1984)
- Morons from Outer Space, regia di Mike Hodges (1985)
- Plenty, regia di Fred Schepisi (1985)

### Televisione
- Bobby in France – serie TV, 12 episodi (1955-1956)
- Sailor of Fortune – serie TV, 2 episodi (1956-1957)
- ITV Play of the Week – serie TV, 3 episodi (1956-1961)
- The Adventures of Peter Simple – serie TV, 2 episodi (1957)
- Sara Crewe – serie TV, un episodio (1957)
- The Vise: Mark Saber – serie TV, un episodio (1957)
- BBC Sunday-Night Theatre – serie TV, 2 episodi (1957-1959)
- ITV Television Playhouse – serie TV, 4 episodi (1957-1961)
- Le avventure di Charlie Chan (The New Adventures of Charlie Chan) – serie TV, un episodio (1958)
- Emergency-Ward 10 – serie TV, 3 episodi (1958)
- Boyd Q.C. - serie TV, un episodio (1959)
- The Third Man – serie TV, un episodio (1959)
- Private Investigator – serie TV, 2 episodi (1959)
- Interpol Calling – serie TV, 2 episodi (1959-1960)
- Garry Halliday – serie TV, 2 episodi (1959-1962)
- Hotel Imperial – serie TV, un episodio (1960)
- Somerset Maugham Hour – serie TV, un episodio (1960)
- Man from Interpol – serie TV, un episodio (1960)
- No Hiding Place – serie TV, 2 episodi (1960-1963)
- Jango – serie TV, un episodio (1961)
- The Pursuers – serie TV, un episodio (1961)
- Ghost Squad – serie TV, 2 episodi (1961-1962)
- It Happened Like This – serie TV, un episodio (1963)
- Man of the World – serie TV, un episodio (1963)
- Il Santo (The Saint) – serie TV, 2 episodi (1963)
- Comedy Playhouse – serie TV, 2 episodi (1963-1967)
- The Protectors – serie TV, episodio 1x06 (1964)
- Meet the Wife – serie TV, un episodio (1966)
- Intrigue – serie TV, un episodio (1966)
- Sir Arthur Conan Doyle – serie TV, un episodio (1967)
- Doctor Who – serie TV, 4 episodi (1967)
- The Reclutant Romeo – serie TV, un episodio (1967)
- La chasse aux trésors – serie TV, 6 episodi (1968)
- The Power Game – serie TV, un episodio (1969)
- The Very Merry Widow and How – serie TV, un episodio (1969)
- The Troubleshooters – serie TV, un episodio (1970)
- Roads to Freedom – serie TV, un episodio (1970)
- Sexton Blake – serie TV, un episodio (1971)
- Hine – serie TV, un episodio (1971)
- Birds on the Wing – serie TV, un episodio (1971)
- The Guardians – serie TV, un episodio (1971)
- Jason King – serie TV, un episodio (1971)
- The World About Us – serie TV, un episodio (1972)
- Clouds of Witness – serie TV, un episodio (1972)
- Spy Trap – serie TV, un episodio (1972)
- Scotch on the Rocks – serie TV, un episodio (1973)
- Doppia sentenza (Softly Softly: Task Force) – serie TV, un episodio (1973)
- I misteri di Orson Welles (Orson Welles' Great Mysteries) – serie TV, un episodio (1973)
- Crown Court – serie TV, un episodio (1974)
- You're on Your Own – serie TV, un episodio (1975)
- Fawlty Towers – serie TV, un episodio (1975)
- When the Boat Comes In – serie TV, un episodio (1976)
- Spring & Autumn – serie TV, un episodio (1976)
- The Many Wives of Patrick – serie TV, un episodio (1976)
- The Galton & Simpson Playhouse – serie TV, un episodio (1977)
- Wings – serie TV, un episodio (1978)
- Horizon – serie TV, un episodio (1978)
- The Upchat Connection – serie TV, un episodio (1978)
- Creature grandi e piccole (All Creatures Great and Small) – serie TV, un episodio (1978)
- Rings on Their Fingers – serie TV, un episodio (1978)
- The London Connection, regia di Robert Clouse – film TV (1979)
- S.O.S. Titanic, regia di William Hale – film TV (1979)
- Company and Co – serie TV, un episodio (1980)
- Spy! - serie TV, un episodio (1980)
- Fair Stood the Wind for France – serie TV, un episodio (1980)
- I Borgia (The Borgias) – serie TV, un episodio (1981)
- Legacy of Murder – serie TV, un episodio (1982)
- All for Love – serie TV, un episodio (1982)
- Mai dire sì (Remington Steele) – serie TV, un episodio (1984)
- The Secret Servant – serie TV, un episodio (1984)
- Yes Minister – serie TV, un episodio (1984)
- Murder of a Moderate Man – serie TV, un episodio (1985)
- Bluebell – serie TV, un episodio (1986)
- If Tomorrow Comes – serie TV, un episodio (1986)
- A Little Princess – serie TV, un episodio (1987)
- Vanity Fair – serie TV, un episodio (1987)
- A Very Peculiar Practice – serie TV, un episodio (1988)
- Sophia and Constance – serie TV, un episodio (1988)
- Les Girls – serie TV, un episodio (1988)
- The Bretts – serie TV, 2 episodi (1988-1989)
- A Tale of Two Cities – serie TV, 2 episodi (1989)
- The Free Frenchman – serie TV, un episodio (1989)
- Colin's Sandwich – serie TV, un episodio (1990)
- KYTV – serie TV, un episodio (1990)
- The Gravy Train – serie TV, 3 episodi (1990)
- L'asso della Manica (Bergerac) – serie TV, un episodio (1991)

## Doppiatori italiani
Nelle versioni italiane dei suoi film, André Maranne è stato doppiato da:
- Gianfranco Bellini in Uno sparo nel buio, La Pantera Rosa colpisce ancora
- Gianni Marzocchi in La Pantera Rosa sfida l'ispettore Clouseau
- Pietro Biondi in La vendetta della Pantera Rosa
- Piero Tiberi in Sulle orme della Pantera Rosa
- Renato Turi in Scuola di spie